# Керамб
Керамб (др.-греч. Κέραμβος) — персонаж древнегреческой мифологии. Во время Девкалионова потопа его спасли нимфы, приподняв на крыльях в воздух. Сын Евсира и офрейской нимфы Эйдофеи, жил в земле малийцев у подножия горы Офрии. У него было множество стад. Он изобрел пастушескую свирель, первым из людей стал играть на лире, и нимфы танцевали под его лиру. Пан посоветовал ему отогнать скот в долину, но он отказался, а также оскорбил офрийских нимф. Когда наступила зима, стада замерзли, а нимфы превратили его в древоточца керамбика.
Рассказ о личинке древоточца, пережившей всемирный потоп, использовал писатель Джулиан Барнс.